# Liste der FFH-Gebiete in Trentino-Südtirol
Die Liste der FFH-Gebiete in Trentino-Südtirol mit den Fauna-Flora-Habitat-Gebiete der Region Trentino-Südtirol gliedert sich aufgrund der Landesgesetzgebung der beiden autonomen Provinzen Bozen-Südtirol und Trient auch in Bezug auf die Ausweisung von Schutzgebieten auf in:
- Liste der FFH-Gebiete in Südtirol
- Liste der FFH-Gebiete im Trentino